# Newton County (Mississippi)
Das Newton County ist ein County im US-Bundesstaat Mississippi. Das U.S. Census Bureau hat bei der Volkszählung 2020 eine Einwohnerzahl von 21.291 ermittelt.
Der Verwaltungssitz (County Seat) ist Decatur, benannt nach Stephen Decatur, einem Marine-Offizier und Helden im Britisch-Amerikanischen Krieg von 1812.

## Geographie
Das County liegt etwas östlich des geographischen Zentrums von Mississippi, ist etwa 60 km von Alabama entfernt und hat eine Fläche von 1501 Quadratkilometern, wovon vier Quadratkilometer Wasserfläche sind. Es grenzt an folgende Countys:
|              | Neshoba County |                   |
| Scott County |                | Lauderdale County |
|              | Jasper County  |                   |

## Geschichte

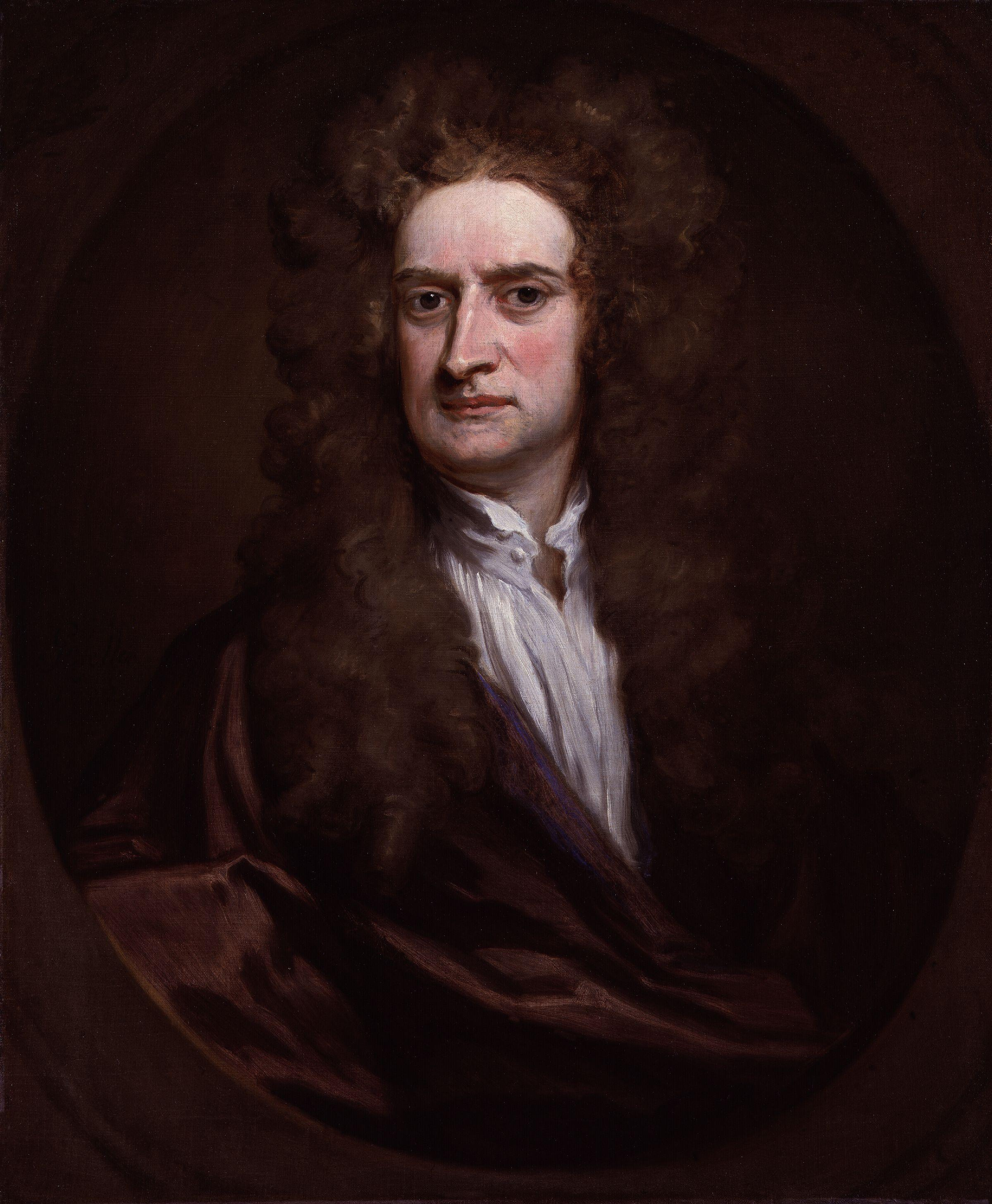
Isaac Newton

Newton County wurde am 25. Februar 1836 aus Teilen des Neshoba County gebildet. Benannt wurde es nach Isaac Newton, einem englischen Physiker, Mathematiker, Astronom, Alchemist, Philosoph und Theologe.

Sechs Bauwerke und Stätten des Countys sind im National Register of Historic Places eingetragen (Stand 2. Februar 2018).

## Demografische Daten

Alterspyramide des Newton Countys (Stand: 2000)

Nach der Volkszählung im Jahr 2000 lebten im Newton County 21.838 Menschen in 8221 Haushalten und 6001 Familien. Die Bevölkerungsdichte betrug 15 Personen pro Quadratkilometer. Ethnisch betrachtet setzte sich die Bevölkerung zusammen aus 65,01 Prozent Weißen, 30,37 Prozent Afroamerikanern, 3,68 Prozent amerikanischen Ureinwohnern, 0,18 Prozent Asiaten und 0,33 Prozent aus anderen ethnischen Gruppen; 0,44 Prozent stammten von zwei oder mehr Ethnien ab. 0,91 Prozent der Bevölkerung waren spanischer oder lateinamerikanischer Abstammung, die verschiedenen der genannten Gruppen angehörten.
Von den 8221 Haushalten hatten 33,5 Prozent Kinder unter 18 Jahren, die mit ihnen lebten. 53,0 Prozent waren verheiratete, zusammenlebende Paare, 16,0 Prozent waren allein erziehende Mütter und 27,0 Prozent waren keine Familien. 24,6 Prozent aller Haushalte waren Singlehaushalte und in 11,6 Prozent lebten Menschen im Alter von 65 Jahren oder darüber. Die durchschnittliche Haushaltsgröße lag bei 2,57 und die durchschnittliche Familiengröße bei 3,04 Personen.
26,2 Prozent der Bevölkerung war unter 18 Jahre alt, 11,2 Prozent zwischen 18 und 24, 26,0 Prozent zwischen 25 und 44, 21,7 Prozent zwischen 45 und 64 Jahre alt und 14,9 Prozent waren 65 Jahre oder älter. Das Durchschnittsalter betrug 35 Jahre. Auf 100 weibliche kamen statistisch 92,4 männliche Personen und auf 100 Frauen im Alter von 18 Jahren oder darüber kamen 88,7 Männer.

Das durchschnittliche Einkommen eines Haushaltes betrug 28.735 USD, das einer Familie 34.606 USD. Männer hatten ein durchschnittliches Einkommen von 27.820 USD, Frauen 20.757 USD. Das Prokopfeinkommen lag bei 14.008 USD. Etwa 16,4 Prozent der Familien und 19,9 Prozent der Bevölkerung lebten unterhalb der Armutsgrenze.

## Städte und Gemeinden
| - Chunky - Conehatta - Decatur - Duffee | - Hickory - Lake1 - Lawrence - Little Rock | - Newton - Union2 |

1 – teilweise im Scott County

2 – teilweise im Neshoba County